# Hum Hum
Hum Hum est un duo musical franco-belge de pop rock.

## Histoire
Il est formé en 2018 et composé de la chanteuse et actrice Sophie Verbeeck et du compositeur et réalisateur Bernard Tanguy (alias BT93). Frédéric Lo réalise leur premier EP Blueberries en 2019, puis leur premier album Traversant en juin 2021, sorti chez Dragon Accel et distribué par Modulor, qui est remarqué par la presse spécialisée,,. En septembre 2024 sort leur nouvel album "Le Prince de Cendres" toujours chez Dragon Accel, distribué par Modulor.